# Ectopleura elongata
Ectopleura elongata is een hydroïdpoliep uit de familie Tubulariidae. De poliep komt uit het geslacht Ectopleura. Ectopleura elongata werd in 2010 voor het eerst wetenschappelijk beschreven door Lin, Xu, Huang & Wang. 